# Saxifraga portosanctana
Espèce
Statut de conservation UICN

 VU  : Vulnérable
Saxifraga portosanctana est une espèce de plantes de la famille des Saxifragacées, endémique de l'archipel de Madère.